# Rue Bonaparte
Rue Bonaparte (Bonapartova ulice) je ulice v Paříži. Nachází se v 6. obvodu. V domě č. 18, kde dnes sídlí České centrum, byla v roce 1916 ustavena Československá národní rada.

## Poloha
Ulice je orientována ze severu na jih. Vede od Seiny na nábřeží Quai Malaquais a končí na Rue de Vaugirard u Lucemburské zahrady.

## Historie
V místě dnešní ulice vedla původně říčka zvaná Noue, která tvořila východní hranici území Pré-aux-Clercs. Později byl vodní tok přeměněn na vodní kanál, který se nazýval Petite Seine (Malá Seina), a který sloužil k přívodu vody do vodního příkopu kolem kláštera Saint-Germain-des-Prés, který byl ve 14. století opevněn. V 17. století bylo opevnění kláštera zbořeno a příkop i s vodním kanálem zasypány.
Už na konci 15. století mezi Quai Malaquais a Rue Jacob vedla ulice Rue des Petits-Augustins nazývaná též Rue de Bouyn, Rue de la Petite-Seine nebo Chemin de la Noue. Také další části dnešní ulice měly svá vlastní jména jako Rue Saint-Germain-des-Prés otevřená roku 1804 mezi Rue Jacob a Place Saint-Germain-des-Prés, Rue du Pot de Fer Saint-Sulpice mezi Rue du Vieux-Colombier a Rue de Vaugirard, Rue Saint-Germain mezi Place Saint-Germain-des-Prés a Place Saint-Sulpice a Rue du Luxembourg mezi Rue de Vaugirard a Rue d'Assas.
Vyhláškou ze 7. srpna 1845 byla otevřena první část současné ulice mezi Boulevardem Saint-Germain a Rue du Vieux-Colombier, která byla 12. srpna 1852 pojmenována podle Napoleona Bonaparte.

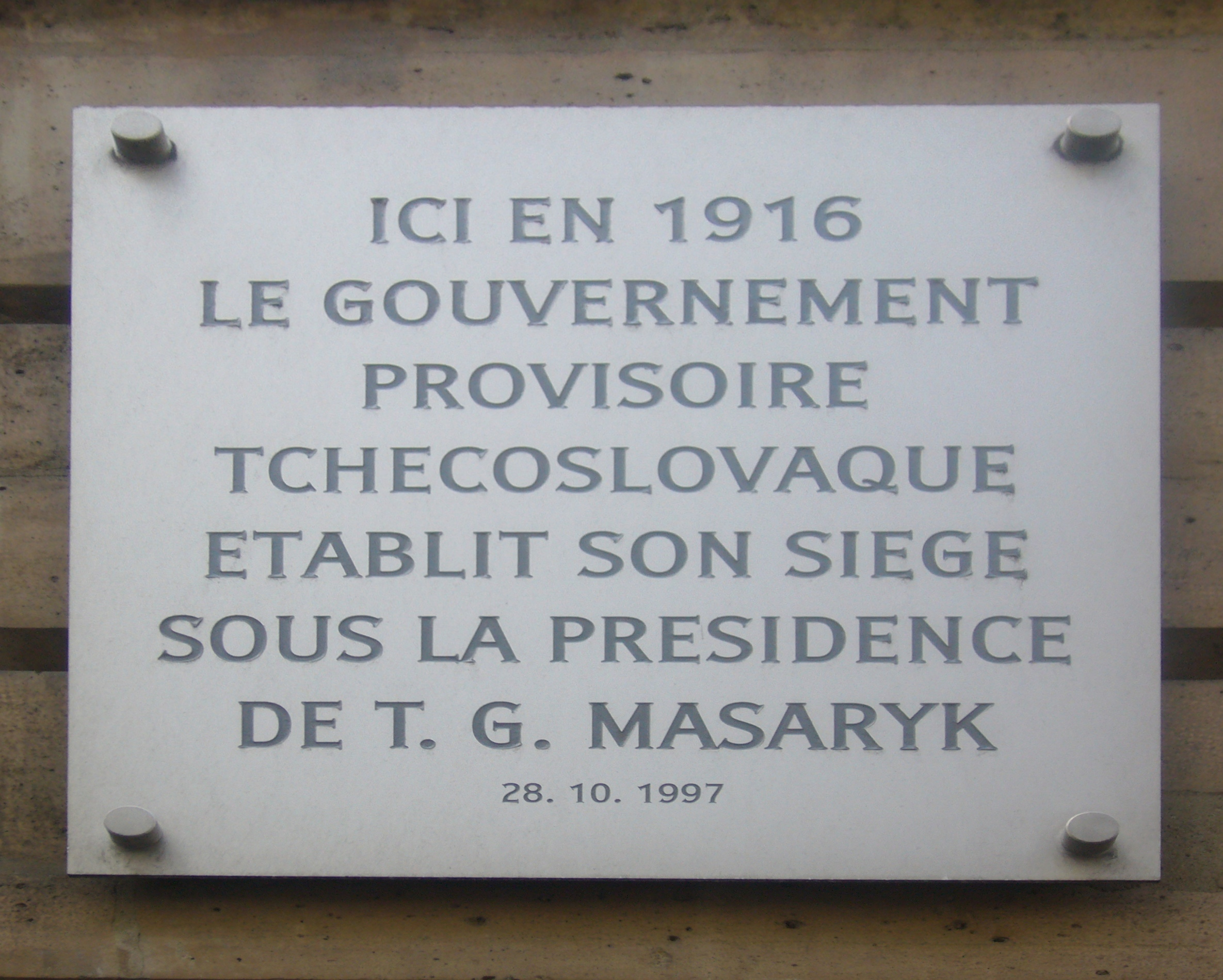
Pamětní deska o ustavení prozatímní čsl. vlády

## Významné stavby
- Dům č. 5: jeho portál, fasáda a vnitřní výzdoba dvou salonů z 18. století jsou chráněny jako historická památka.[1]
- Dům č. 7 má památkově chráněný portál a okna z 18. století[2]
- Dům č. 9: chráněná fasáda na nádvoří a v zahradě[3]
- Dům č. 14: vstup na nádvoří školy École nationale supérieure des Beaux-Arts, fasády, portikus, pozůstatky paláce Hôtel de la Trémoille a arkády paláce Hôtel Torpanne[4]
- Dům č. 16: sídlo Académie nationale de médecine, historická památka[5]
- Dům č. 18: sídlo Konzulátu České republiky a Českého centra v Paříži
- Dům č. 19: městský palác památkově chráněný[6]
- Dům č. 28: části interiéru ze 17. století pod památkovou ochranou[7]
- Dům č. 38: fasáda z 19. století je zapsaná na seznamu památek[8]
- Dům č. 42: v letech 1945-1962 zde žil filozof Jean-Paul Sartre a napsal zde dílo Slova.
- Dům č. 70: Průčelí mlékárny je chráněno jako historická památka[9]
- Dům č. 88: portál, fasáda a schodiště je památkově chráněno[10]
- Mírová fontána